# Sukorejo Wetan
Sukorejo Wetan is een bestuurslaag in het regentschap Tulungagung van de provincie Oost-Java, Indonesië. Sukorejo Wetan telt 3941 inwoners (volkstelling 2010).